# Hieronymus Spiegel
Hieronymus Spiegel (* 1699 in Fridingen an der Donau; † 1779) war ein deutscher Orgelbauer, der vor allem in Vorderösterreich tätig war.
Nach der Lehrzeit bei seinem weithin bekannten Onkel und Orgelbaumeister Leopold Spiegel in Prag und seiner Wanderschaft ließ er sich in Rottenburg am Neckar nieder, wo er 1736 das Bürgerrecht erhielt. Seinen Lebensabend verbrachte er von 1772 an in Waldsee.
Charakteristisch für Spiegels Orgeln sind die gedeckten Flötenregister, die sogenannte Copula maior 8 und Copula minor 4. Diese in Böhmen verbreiteten Register hatte er in Prag in der Werkstatt seines Onkels kennengelernt und nach Südwestdeutschland gebracht.
Zu seinen Arbeiten zählen folgende Neubauten: 
- 1742 Kloster Beuron. Nach Aufhebung des Klosters wurde die Orgel zu Beginn des 19. Jahrhunderts an die Stadtkirche in Pfullendorf verkauft
- 1748 Haigerloch, St. Nikolaus
- 1755 Mariaberg. Diese Orgel kam 1768 nach Stetten bei Haigerloch und von dort 1900 nach  Kaiseringen
- 1756 Haigerloch, St. Anna
- 1759 Mühlheim an der Donau, St. Gallus
- 1762 Neuhausen auf den Fildern (seit 1977 in der Kirche St. Petrus und Paulus)
- 1763 Reichenbach am Heuberg, St. Nikolaus
- 1772/1778 Eine zunächst für die St.-Gallus-Kirche in Unterschwarzach vorgesehene sechsregistrige Orgel wurde 1778 in der Frauenbergkapelle in Waldsee aufgestellt[1]